# Et jusqu'à ce que la mort nous sépare
Et jusqu'à ce que la mort nous sépare (titre original : Even Unto Death) est une nouvelle américaine de l'écrivain Jack London publiée aux États-Unis en 1900. En France, elle a paru pour la première fois en 1975.

## Historique
La nouvelle est publiée dans le magazine The Evening Post en juillet 1900.
Cette nouvelle n'a jamais été publiée du vivant de Jack London dans un recueil.
Un traduction en français a été intégrée en 1975 dans l'ouvrage Souvenirs et aventures du pays de l'or publié chez 10/18 et qui regroupe neuf nouvelles écrites avant 1903 et neuf articles. L'ensemble de ces textes a pour sujet la rué vers l'or du Klondike.

## Éditions

### Éditions en anglais
- Even Unto Death, dans le magazine The Evening Post, 28 juillet 1900.

### Traductions en français
- Et jusqu'à ce que la mort nous sépare, traduction de Jacques Parsons, in Souvenirs et aventures du pays de l’or, recueil, 10/18, 1975.